# Prąd głębinowy
Prąd głębinowy – prąd morski występujący głęboko pod powierzchnią wody, często oddzielony od niej innymi prądami morskimi (powierzchniowymi i podpowierzchniowymi).
Wiatr nie ma bezpośredniego wpływu na prądy głębinowe. Powstają one w wyniku różnic gęstości, związanych z temperaturą i zasoleniem wody morskiej (prądy gęstościowe), lub wyrównują różnice spowodowane przemieszczaniem mas wody przez inne prądy, także powierzchniowe (prądy kompensacyjne). Układ prądów gęstościowych na Ziemi tworzy tzw. cyrkulację termohalinową. Cyrkulacja głębinowa jest znacznie wolniejsza od powierzchniowej i od tempa downwellingu (opadania wód).
Prądy głębinowe płyną między innymi pod wodami niesionymi przez Prąd Zatokowy i Prąd Brazylijski, na południe Atlantyku. Wzdłuż zachodnich wybrzeży kontynentów wody głębinowe napływają na miejsce powierzchniowych – następuje upwelling; ma to miejsce m.in. u wybrzeży Kalifornii, Peru i Chile.